# Karl Erixon
Karl Erixon (tidigare Carl Johan Ericsson), född 2 juni 1827 i Misterhults socken, död 27 april 1900 i New York, var en svenskamerikansk folkskollärare, organist, klockare och missionspastor.
Karl Erixon var son till torparen Eric Persson. Han avlade organist- och folksskollärarexamen i Stockholm 1843 och blev därefter folkskollärare i Östra Vingåker 1846 och från 1847 även organist där. Organisttjänsten tvingades han dock avträda sedan han gått i personlig konkurs 1850. Han var 1850-1852 även utgivare av tidningen Mercurius, vilken 1852-1856 kallades Triaden, vilken var organ för folkskollärare, organister och kantorer. Karl Erixon var 1852 sekreterare vid folkskollärarnas riksmöte. 1854-1855 var han tjänstledig från folkskollärartjänsten och innehade då trycker och bokhandel i Vadstena under firmanamnet Eis. Skol- och kyrkorådet visade dock missnöje med Erixons engagemang för folkskollärarnas rättigheter - han hade riktat kritik mot prästerskapet, något som inte sågs med blida ögon av kyrkorådet. Året därpå valde han att säga upp sig och flytta till Stockholm, där han blev föreståndare för stadsmissionens barnhem. Samtidigt innehade han en missionsbokhandel, Nya bokhandeln på Drottninggatan. Tillsammans med Herman Hall innehade han ett boktryckeri och startade 1875 Nya boktryckeri AB. Han drev förlagsverksamhet under firmanamnet Nya förlagsexpeditionen och blev 1877 medlem av Svenska bokförläggareföreningen. Han var 1877-1878 ansvarig utgivare av Nya Posten. År 1878 valde han dock att med sin familj emigrera till USA, där han 1878-1880 verkade som lärare och senare rektor vid Ansgarii College i Knoxville, Illinois. 1878-1880 utgav han tidskriften Zions Baner, vilken därefter slogs samman med Chicago-Bladet. Han var senare pastor för missionsförsamlingen i Lindsborg, Kansas och blev 1882 pastor för Gustaf Adolfs-församlingen i Moline. 1885 blev han pastor vid Bethesdaförsamlingen i New York, och var från 1887 utgivare av New York Mission Tidings och grundade även Österns Veckoblad, vilken slogs samman med New York Mission Tidings.